# Terentius rolandi
Terentius rolandi är en insektsart som beskrevs av William Lucas Distant. Terentius rolandi ingår i släktet Terentius och familjen hornstritar. Inga underarter finns listade i Catalogue of Life.